# Mazire Soula
Mazire Soula (Rouen, 6 giugno 1998) è un calciatore francese, attaccante del Levski Sofia.

## Carriera
Prodotto delle giovanili del Le Havre, esordisce in prima squadra il 28 aprile 2017, disputando l'incontro di Ligue 2 perso 2-0 contro lo Strasburgo, subentrando al minuto 82' a Zinedine Ferhat. A causa del poco spazio in prima squadra, gioca spesso con la seconda squadra. Nel 2018 si trasferisce all'Angers, in massima serie, dove anche qui non trova spazio in prima squadra, trascorrendo entrambe le stagioni con la seconda squadra. Nel 2020 si trasferisce agli algerini dell'USM Alger, collezionando 25 presenze e due reti nella massima serie locale. Rimasto svincolato nell'ottobre del 2021, poco dopo mesi firma con i bulgari del Černo More Varna, con i quali si unirà a partire dal 2022.

## Statistiche

### Presenze e reti nei club
Statistiche aggiornate al 25 maggio 2022.
| Stagione          | Squadra           | Campionato        | Campionato | Campionato | Coppe nazionali | Coppe nazionali | Coppe nazionali | Coppe continentali | Coppe continentali | Coppe continentali | Altre coppe | Altre coppe | Altre coppe | Totale | Totale |
| Stagione          | Squadra           | Comp              | Pres       | Reti       | Comp            | Pres            | Reti            | Comp               | Pres               | Reti               | Comp        | Pres        | Reti        | Pres   | Reti   |
| ----------------- | ----------------- | ----------------- | ---------- | ---------- | --------------- | --------------- | --------------- | ------------------ | ------------------ | ------------------ | ----------- | ----------- | ----------- | ------ | ------ |
| 2016-2017         | Le Havre          | L2                | 1          | 0          | CF+CdL          | 0               | 0               |                    | -                  | -                  |             | -           | -           | 0      | 0      |
| 2017-2018         | Le Havre          | L2                | 0          | 0          | CF+CdL          | 0               | 0               |                    | -                  | -                  |             | -           | -           | 0      | 0      |
| Totale Le Havre   | Totale Le Havre   | Totale Le Havre   | 1          | 0          |                 | 0               | 0               |                    | -                  | -                  |             | -           | -           | 1      | 0      |
| feb.-giu. 2016    | Le Havre 2        | CFA2              | 9          | 0          |                 | -               | -               |                    | -                  | -                  |             | -           | -           | 9      | 0      |
| 2016-2017         | Le Havre 2        | CFA               | 13         | 1          |                 | -               | -               |                    | -                  | -                  |             | -           | -           | 13     | 1      |
| 2017-2018         | Le Havre 2        | N2                | 22         | 2          |                 | -               | -               |                    | -                  | -                  |             | -           | -           | 22     | 2      |
| Totale Le Havre 2 | Totale Le Havre 2 | Totale Le Havre 2 | 44         | 3          |                 | -               | -               |                    | -                  | -                  |             | -           | -           | 44     | 3      |
| 2018-2019         | Angers            | L1                | 0          | 0          | CF+CdL          | 0               | 0               |                    | -                  | -                  |             | -           | -           | 0      | 0      |
| 2019-2020         | Angers            | L1                | 0          | 0          | CF+CdL          | 0               | 0               |                    | -                  | -                  |             | -           | -           | 0      | 0      |
| Totale Angers     | Totale Angers     | Totale Angers     | 0          | 0          |                 | 0               | 0               |                    | -                  | -                  |             | -           | -           | 0      | 0      |
| 2018-2019         | Angers 2          | N3                | 16         | 2          |                 | -               | -               |                    | -                  | -                  |             | -           | -           | 16     | 2      |
| 2019-2020         | Angers 2          | N2                | 18         | 2          |                 | -               | -               |                    | -                  | -                  |             | -           | -           | 18     | 2      |
| Totale Angers 2   | Totale Angers 2   | Totale Angers 2   | 34         | 4          |                 | -               | -               |                    | -                  | -                  |             | -           | -           | 34     | 4      |
| 2020-2021         | USM Alger         | L1                | 25         | 2          |                 | -               | -               |                    | -                  | -                  |             | -           | -           | 25     | 2      |
| gen.-giu. 2022    | Černo More Varna  | 1L                | 6+5        | 0          | CB              | -               | -               |                    | -                  | -                  |             | -           | -           | 11     | 0      |
| Totale carriera   | Totale carriera   | Totale carriera   | 115        | 9          |                 | 0               | 0               |                    | -                  | -                  |             | -           | -           | 115    | 9      |